# David Berkowitz (morderca)
David Richard Berkowitz (właśc. Richard David Falco; ur. 1 czerwca 1953 w Nowym Jorku) – amerykański seryjny morderca pochodzenia żydowskiego, znany pod pseudonimami „Syn Sama” i „morderca kaliber .44”. Przyznał się do zabicia sześciu ludzi i ranienia kilku innych w Nowym Jorku w późnych latach 70. XX wieku.
Berkowitz zeznał, że pierwszego ataku dokonał w wigilię 1975. Do czasu aresztowania 10 sierpnia 1977 zabił 6 osób w wieku od 18 do 26 lat, za co został skazany na sześciokrotne dożywocie.
Już jako dziecko bardzo podniecał się widokiem ciał wynoszonych z płonącego budynku. Często jako dziecko podkładał ogień. Podczas rozmów agentów Federalnego Biura Śledczego z seryjnymi mordercami przyznał się do ponad dwóch tysięcy podpaleń na Bronksie i w Queens, każde z nich skrupulatnie notował w swoim pamiętniku. 
Tak opisywał swoją pierwszą udaną zbrodnię: „Dwie kobiety siedziały w samochodzie. Czułem, że muszę je dorwać. Strzeliłem przez szybę. Potem naciskałem spust, nawet po tym jak skończyły się naboje. Nie mogłem oderwać oczu od rozpryskującej się szyby”. Po dokonaniu morderstwa poszedł do domu i położył się do łóżka. Z telewizji dowiedział się, że zabił Donnę Laurię. Został skazany na dożywocie, za każde z sześciu zabójstw, których się dopuścił.

## Ofiary śmiertelne Berkowitza
| Lp. | Ofiara                | Wiek | Data             |
| --- | --------------------- | ---- | ---------------- |
| 1.  | Donna Lauria          | 18   | 29 lipca 1976    |
| 2.  | Christine Freund      | 26   | 30 stycznia 1977 |
| 3.  | Virginia Voskerichian | 19   | 8 marca 1977     |
| 4.  | Alexander Esau        | 20   | 17 kwietnia 1977 |
| 5.  | Valentina Suriani     | 18   | 17 kwietnia 1977 |
| 6.  | Stacy Moskowitz       | 20   | 31 lipca 1977    |